# Glover Trophy 1959
Glover Trophy 1959 je prva neprvenstvena dirka Formule 1 v sezoni 1959. Odvijala se je 30. marca 1959 na angleškem dirkališču Goodwood Circuit v West Sussexu. 

## Dirka
| Poz | Št | Dirkač                  | Moštvo                     | Dirkalnik           | Krogi | Čas/Odstop      | Št. m. |
| --- | -- | ----------------------- | -------------------------- | ------------------- | ----- | --------------- | ------ |
| 1   | 7  | Stirling Moss           | Rob Walker Racing Team     | Cooper T51-Climax   | 42    | 1.06:58,0       | 5      |
| 2   | 10 | Jack Brabham            | Cooper Car Company         | Cooper T51-Climax   | 42    | + 16,6 s        | 3      |
| 3   | 1  | Harry Schell            | Owen Racing Organisation   | BRM P25             | 42    | + 17,6 s        | 1      |
| 4   | 2  | Jo Bonnier              | Owen Racing Organisation   | BRM P25             | 42    | + 18,2 s        | 4      |
| 5   | 8  | Masten Gregory          | Cooper Car Company         | Cooper T51-Climax   | 41    | +1 krog         | 7      |
| 6   | 9  | Bruce McLaren           | Cooper Car Company         | Cooper T45-Climax   | 40    | +2 kroga        | 6      |
| 7   | 4  | Jack Fairman            | Scuderia Centro Sud        | Maserati 250F       | 39    | +3 krogi        | 12     |
| 8   | 11 | Roy Salvadori           | High Efficiency Motors     | Cooper T45-Maserati | 39    | +3 krogi        | 2      |
| NC  | 15 | David Piper             | Dorchester Service Station | Lotus 16-Climax     | 36    | +6 krogov       | 8      |
| Ods | 3  | Hernando da Silva Ramos | Scuderia Centro Sud        | Maserati 250F       | 24    | Trčenje         | 11     |
| Ods | 5  | Giorgio Scarlatti       | Scuderia Ugolini           | Maserati 250F       | 21    | Menjalnik       | 9      |
| Ods | 12 | Graham Hill             | Team Lotus                 | Lotus 16-Climax     | 6     | Zavore          | 13     |
| Ods | 6  | Ken Kavanagh            | Privatnik                  | Maserati 250F       | 3     | Trčenje         | 10     |
| DNA | 14 | Pete Lovely             | Team Lotus                 | Lotus 16-Climax     |       | Brez dirkalnika | –      |